# Fuchu (Hiroshima)
Fuchū (Japans: 府中市,Fuchū-shi) is een stad in de prefectuur Hiroshima, Japan. Op 1 maart 2008 had de stad 44.115 inwoners. De bevolkingsdichtheid bedroeg 225 inw./km². De oppervlakte van de stad is 195,71 km². De huidige stad werd gesticht op 31 maart 1954.
Fuchu was de oude hoofdstad van de voormalige provincie Bingo.

## Fusies
Op 1 april 2004 werd de gemeente Jōge van het District Konu aangehecht bij de stad Fuchū. 